# Hubert Henry
Hubert-Joseph Henry (Pogny, 2 giugno 1846 – Mont-Valérien, 31 agosto 1898) è stato un militare francese; fu il principale accusatore del capitano Alfred Dreyfus in quello che è stato poi conosciuto come affare Dreyfus. Accusato di aver falsificato dei documenti, e incarcerato nella prigione militare di Mont-Valérien, fu trovato morto il giorno dopo l'arresto, con la gola tagliata. La sua morte fu attribuita a un suicidio, ma molti sospettarono un omicidio.

## Biografia
Henry entrò in fanteria nel 1865, divenendo sergente maggiore nel 1868; fu due volte prigioniero nel conflitto franco-prussiano e per due volte evase, guadagnando i galloni di luogotenente nel 1870. Aiutante di campo del capo di stato maggiore nel 1875, viene promosso capitano ed addetto al Ministero della guerra, dal 1879: qui entra nell'Ufficio di statistica dell'esercito francese (in realtà, il servizio di controspionaggio, che si avvale di informatori e di agenti doppi), presso il Deuxieme Bureau e vi conosce Maurice Weil ed Esterhazy. Dopo missioni all'estero dal 1886 (Tunisia, Tonchino, Algeria) al 1893, Henry ritorna all'Ufficio di statistica e diventa l'aggiunto del capo dell'ufficio, Jean Sandherr, fino al 1895.

### Il suo ruolo nell'Affare Dreyfus
Nel 1894 è il vicecapo dell'Ufficio di statistica dell'esercito francese. È a lui che viene consegnato il bordereau con segreti militari ritrovato nel cestino della carta straccia dell'addetto militare dell'ambasciata tedesca a Parigi Maximilian von Schwartzkoppen, poi attribuito erroneamente a Dreyfus. Convinto della colpevolezza dell'ufficiale ebreo, e amico invece del vero traditore Ferdinand Walsin Esterhazy, sarà testimone d'accusa in tutti i processi a carico di Dreyfus e poi in quello contro Émile Zola. Dopo la nomina a capo dell'Ufficio di statistica di Georges Picquart, che scopre il vero autore del bordereau, Henry è uno dei più decisi nell'opporsi alla sua volontà di scagionare Dreyfus dalle accuse, e aiuterà i capi dell'esercito prima a destituire, e poi ad allontanare, il suo superiore, diventando successivamente lui stesso, almeno di fatto, il capo dell'Ufficio di statistica. Tra Picquart e Henry si svolge anche un duello, che si conclude con il leggero ferimento di Henry.
Il 30 agosto del 1898, mentre è sempre più intensa, dopo il J'accuse di Émile Zola, la campagna per la riabilitazione di Dreyfus, il ministro della guerra Jacques Marie Eugène Godefroy Cavaignac, dopo la scoperta che uno dei documenti dell'accusa è stato grossolanamente falsificato proprio da Henry, otterrà la confessione dal militare, il quale verrà incarcerato nella prigione della Fortezza di Mont-Valérien. Henry, in una lettera, scrive alla moglie: «Mi stanno abbandonando tutti». Il giorno dopo viene trovato morto con una ferita alla gola causata dalla lama del suo rasoio, morte che, tra mille sospetti, viene attribuita a un suicidio.
La morte di Henry è l'evento decisivo che impone al governo francese la revisione del processo Dreyfus e la liberazione dell'ufficiale dall'Isola del Diavolo, dove era stato esiliato. Per contro, Henry diventa il martire simbolo del movimento antidreyfusardo: in suo onore viene lanciata anche una raccolta fondi dalla Libre Parole per la vedova e i figli, che arriva all'imponente cifra di 130.000 franchi. Ogni donatore scriveva accanto alla cifra elargita anche un auspicio e, in questo modo, diventò un elenco di sfoghi antisemiti: una cuoca scrive che "esulterebbe se potesse infilare gli ebrei nei suoi forni" (0,5 franchi); un curato di campagna "spera ardentemente nello sterminio degli ebrei e dei frammassoni" (5 franchi); un piccolo curato del Poitou "canterebbe con gioia il Requiem dell'ultimo degli ebrei" (1 franco).

## Nei film
Visto il suo ruolo decisivo, il personaggio di Henry è presente in tutti i film e gli sceneggiati sull'affare Dreyfus. Tra gli attori che l'hanno interpretato ricordiamo Ennio Balbo, in L'affare Dreyfus, miniserie televisiva andata in onda sulla Rai nel 1968, e Grégory Gadebois in L'ufficiale e la spia, film di Roman Polański del 2019.